# Molgula azorensis
Molgula azorensis is een zakpijpensoort uit de familie van de Molgulidae. De wetenschappelijke naam van de soort werd in 1971 voor het eerst geldig gepubliceerd door Claude Monniot.